# Jules Rouard
Jules Rouard (22. května 1926, Achet, obec Hamois, provincie Namur, Belgie – 28. prosince 2008, Miécret, obec Havelange, provincie Namur, Belgie) byl belgický voják a  fotograf.

## Životopis
Během druhé světové války byl členem Druhé tajné armády, hnutí belgického vnitřního odporu. Také se účastnil vítězných bojů, které se konaly dne 27. srpna 1944 v Jannee. Celkem asi 2000 až 2500 nacistů obklíčili les, z něhož si vytvořila základnu skupina tajné armády. Nacisté na les začali střílet, ale žádná odvetná střelba nepřicházela. Na začátku odpoledne do lesa vstoupili, zatímco partyzáni, kteří na tento okamžik čekali, rozpoutali těžkou palbu, překvapili nepřítele, který ztratil 187 mužů. Poté se skupině díky mlze podařilo uniknout a na zemi zůstalo 9 mrtvých nebo nezvěstných .
Dobrovolně se přihlásil do 16 praporu belgických střelců, který byl zformován v Bon-Secours dne 15. ledna 1945 a zpřístupněn americké armádě dne 12. března 1945.
Takto se v dubnu 1945 podílel na osvobození koncentračního tábora Buchenwald . Dne 16. dubna, zatímco americké velení rekvírovalo významné osobnosti ze sousedního města Výmar, aby si všimli strašné reality režimu, který se dostal k moci v roce 1933, pořídil řadu dokumentárních fotografií, které představují výjimečné svědectví o strašlivých událostech, které odhalili osvoboditelé tábora.
Pierre Johnson alias Pierre Jouffroy, francouzský odbojář deportovaný do Buchenwaldu, ve svých pamětech shromážděných jeho dcerou uvádí, že Jules Rouard měl pořídit stovky fotografií.
Po válce se Jules Rouard stal prezidentem Amicale des Veterans de Hamois , a správcem Bratrstva válečných dobrovolníků 16 střeleckého praporu.

## Fotografie z Buchenwaldu
Některé z jeho fotografií, mezi třiceti dostupnými na Wikimedia Commons a v článku Wikipedie věnovaném Buchenwaldu, všechny datované 16. dubna 1945:

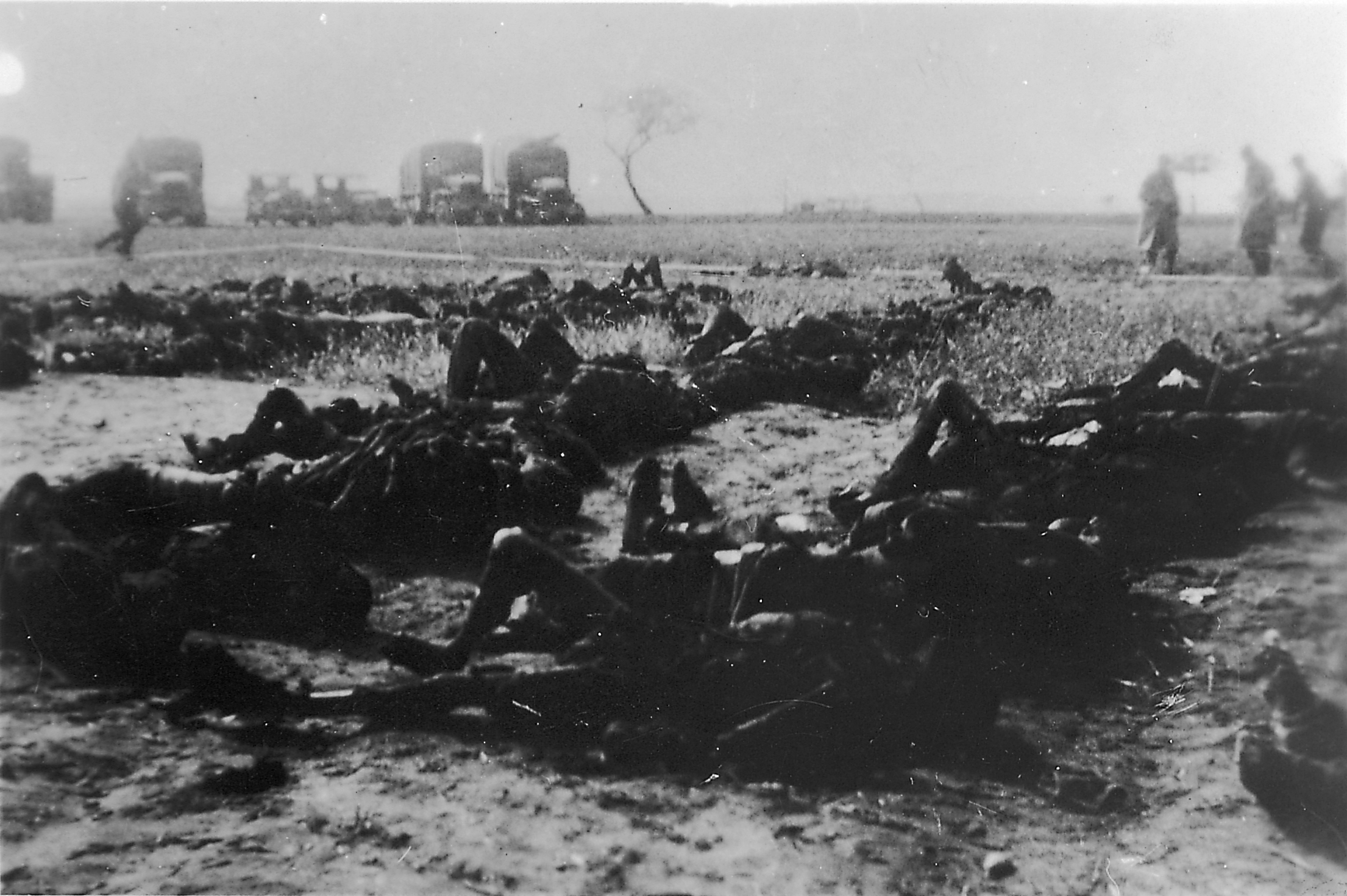
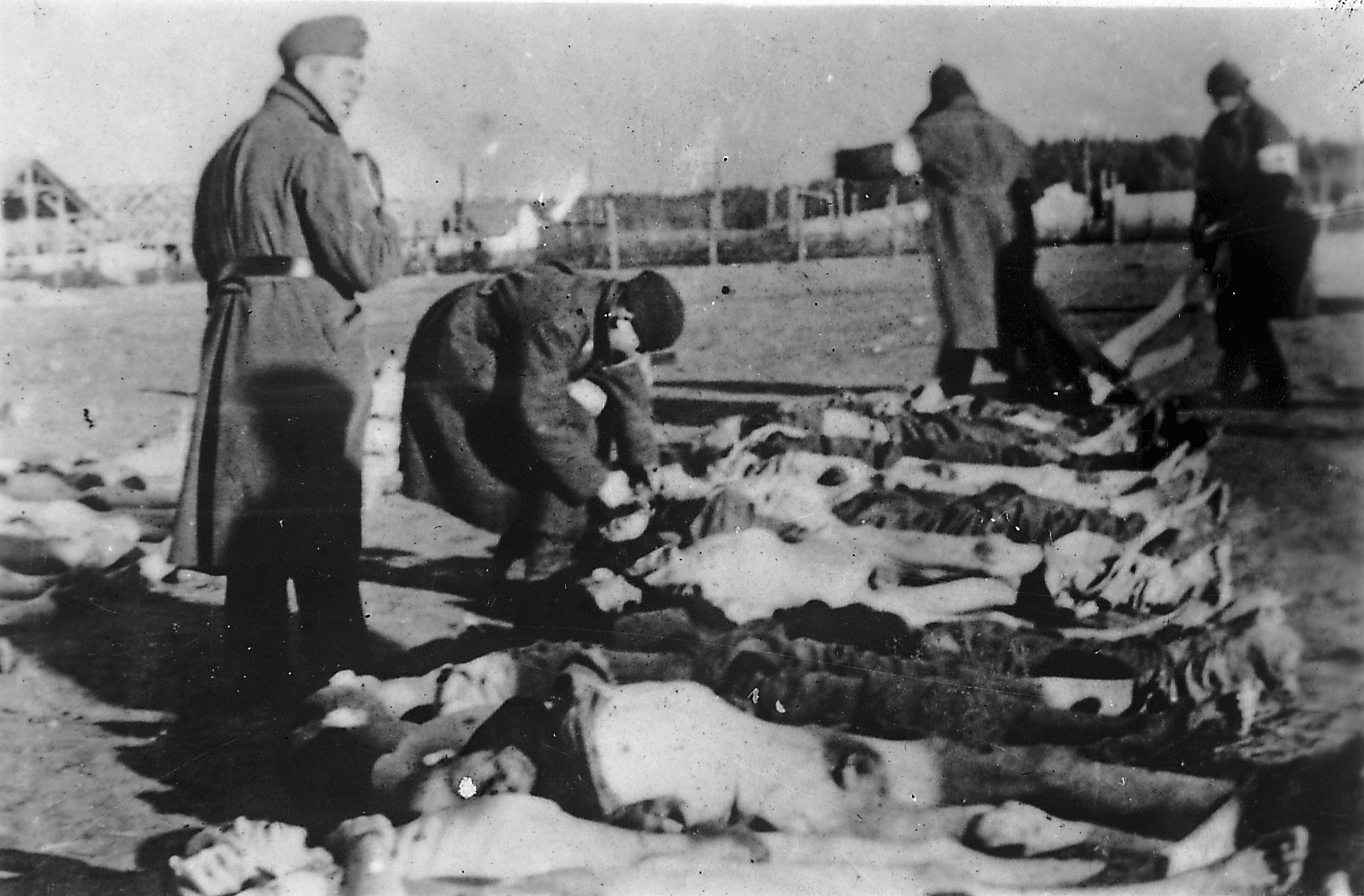
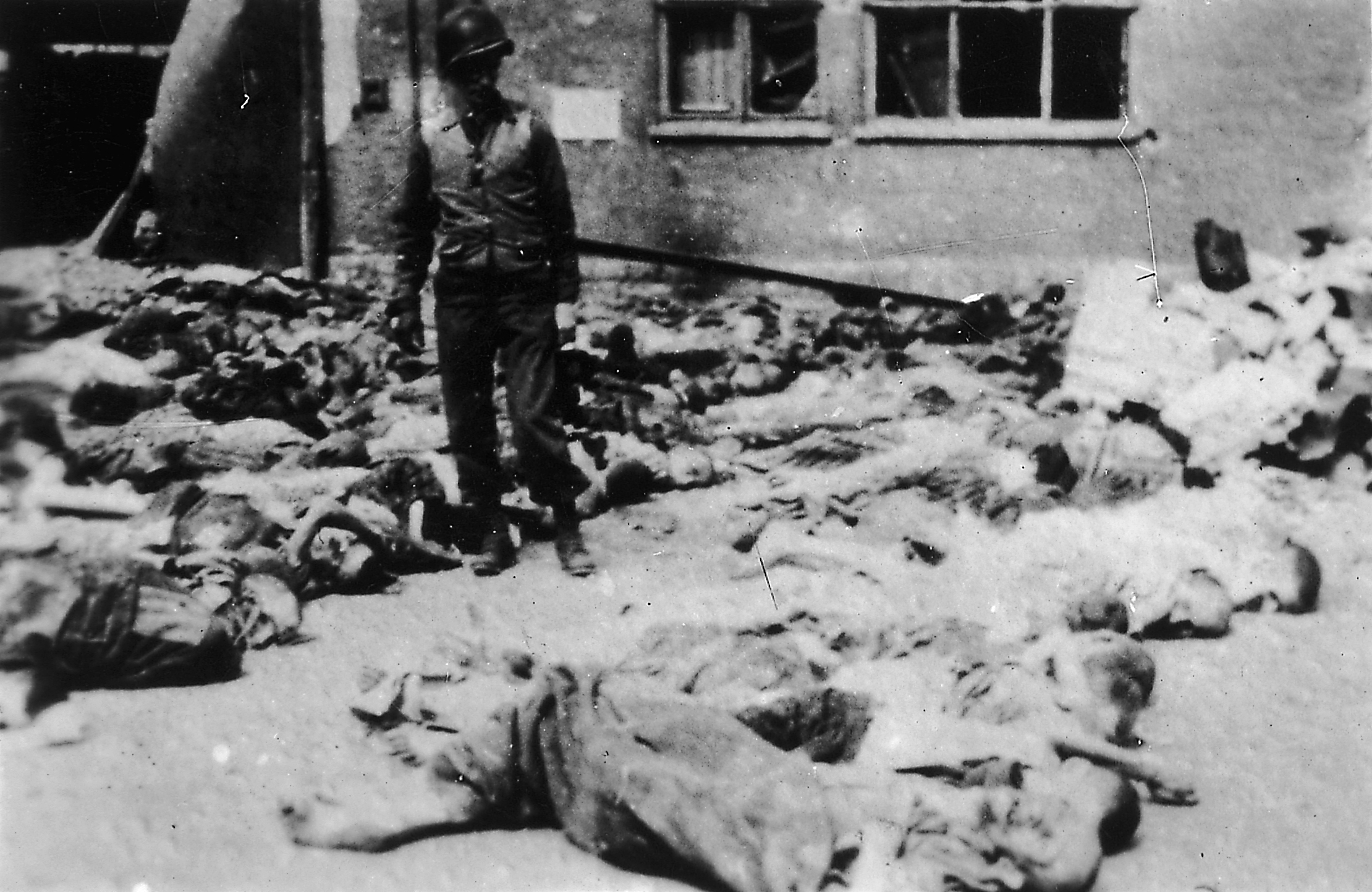
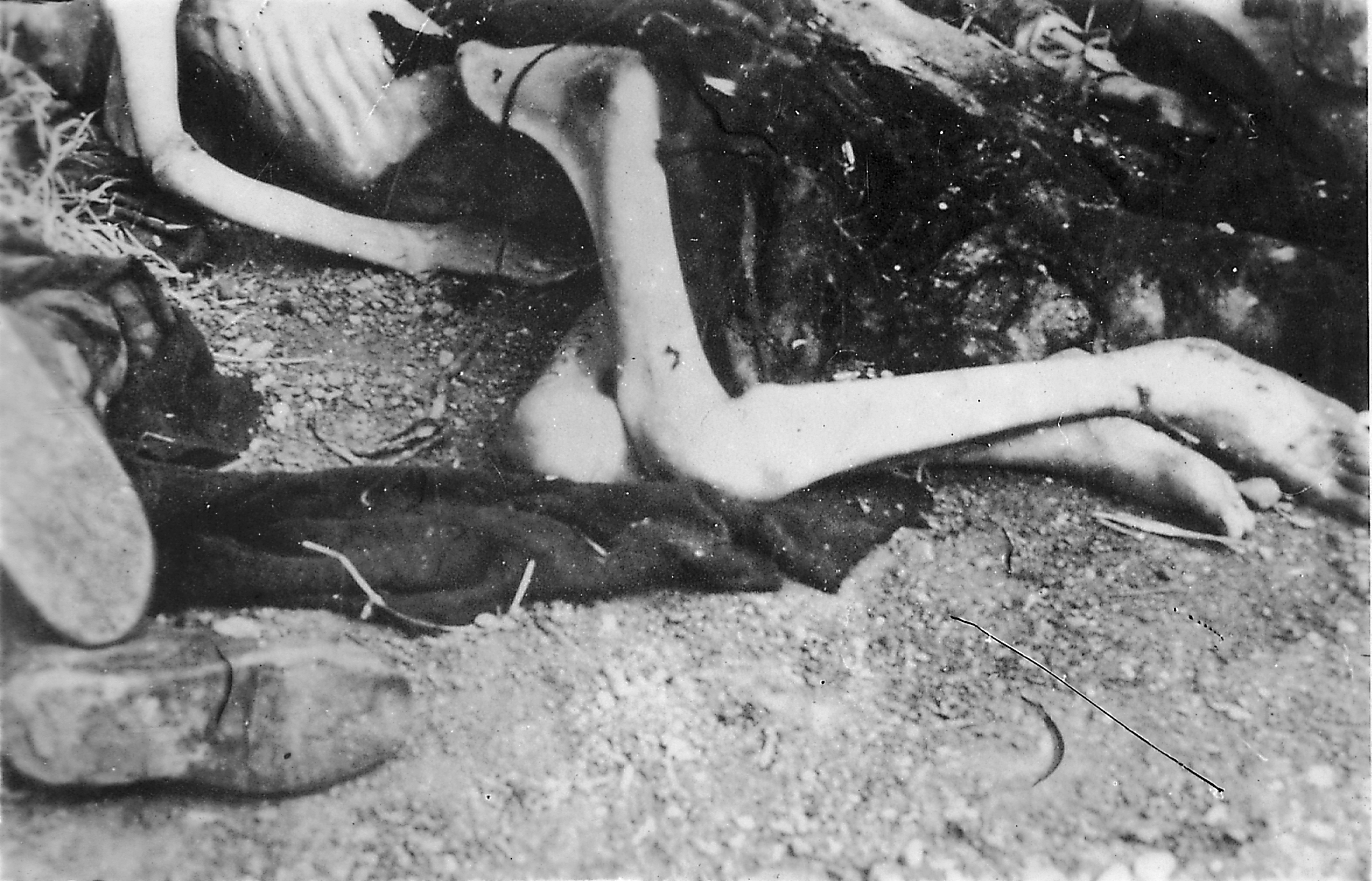
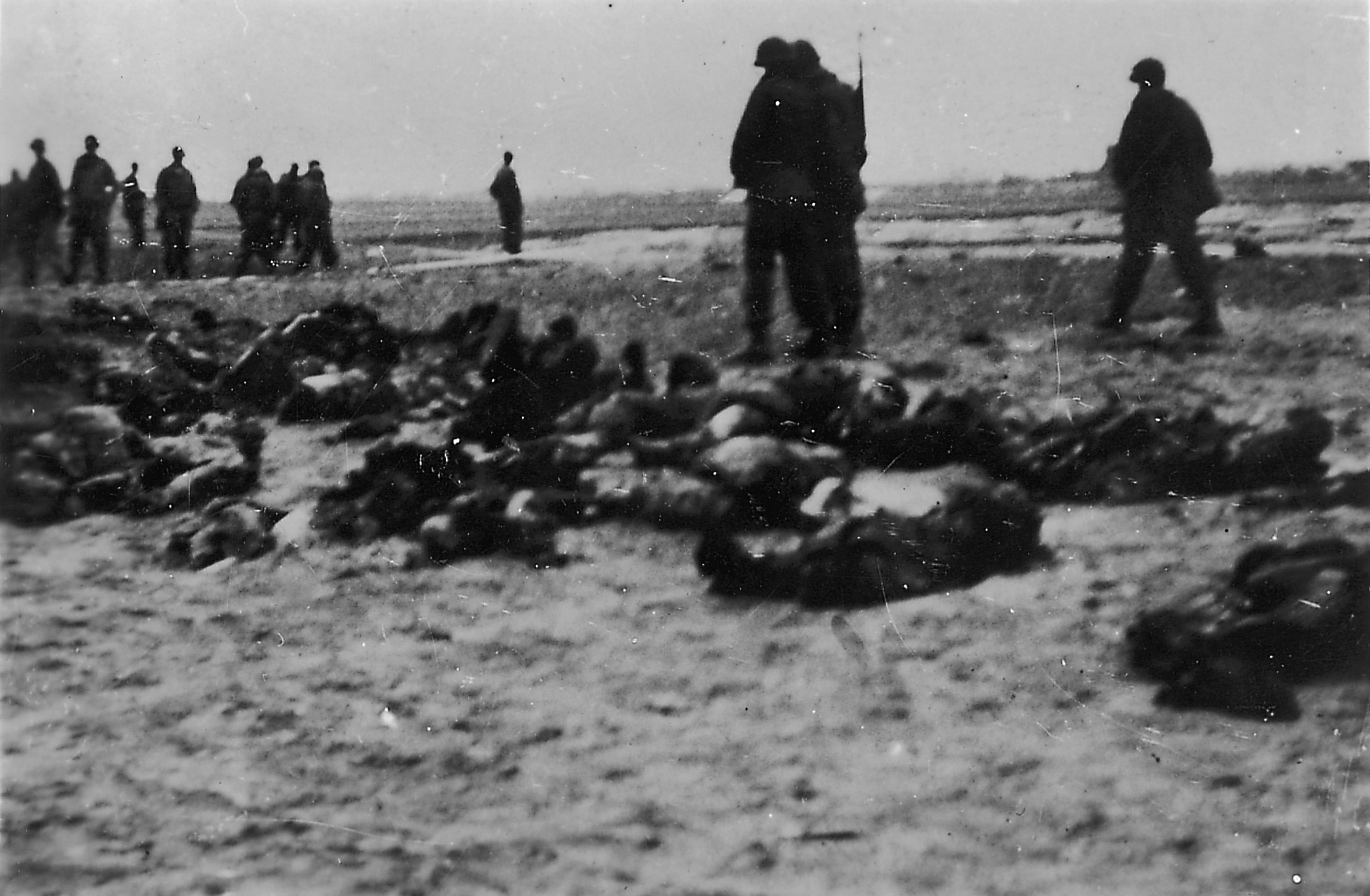
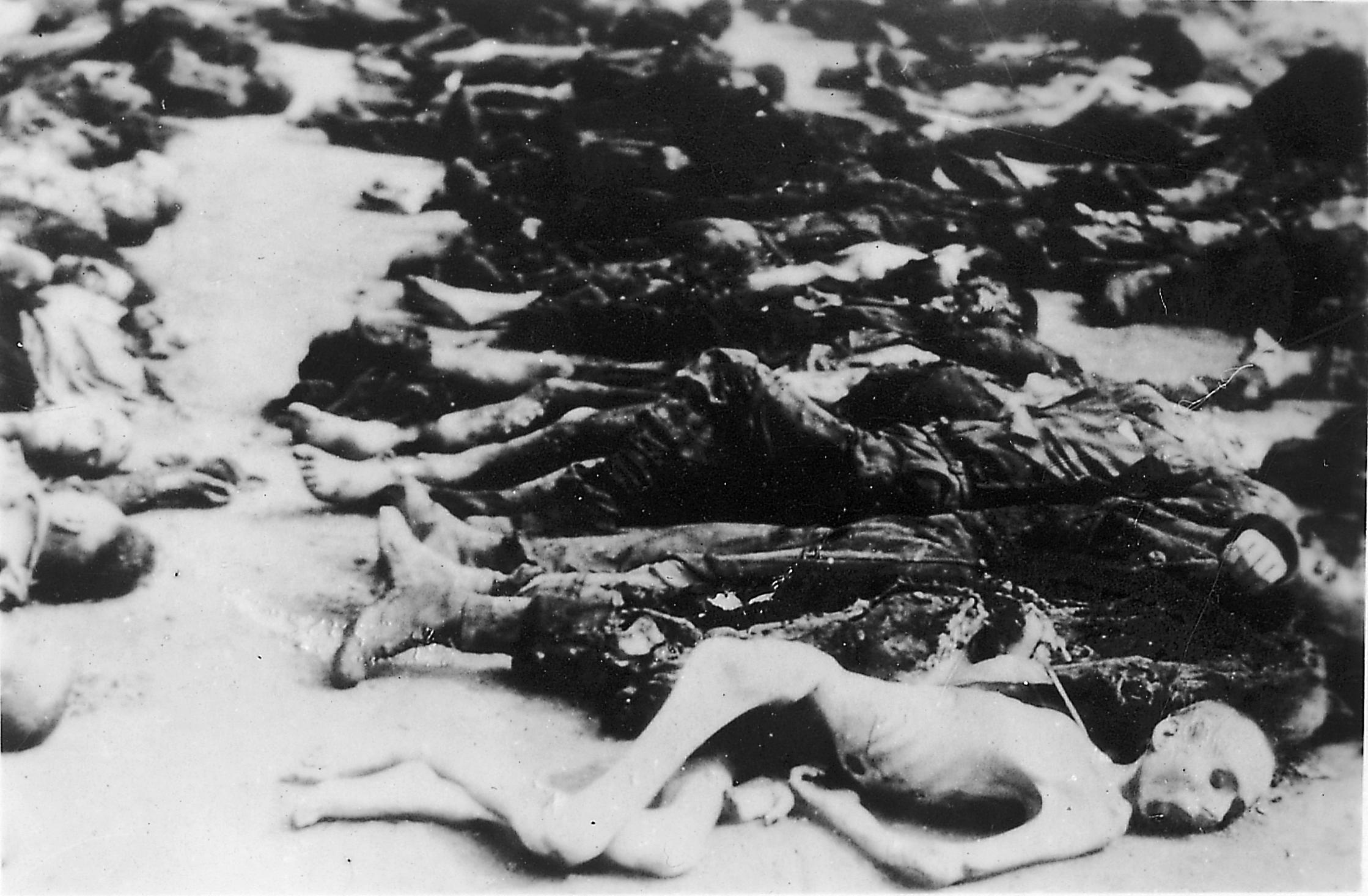
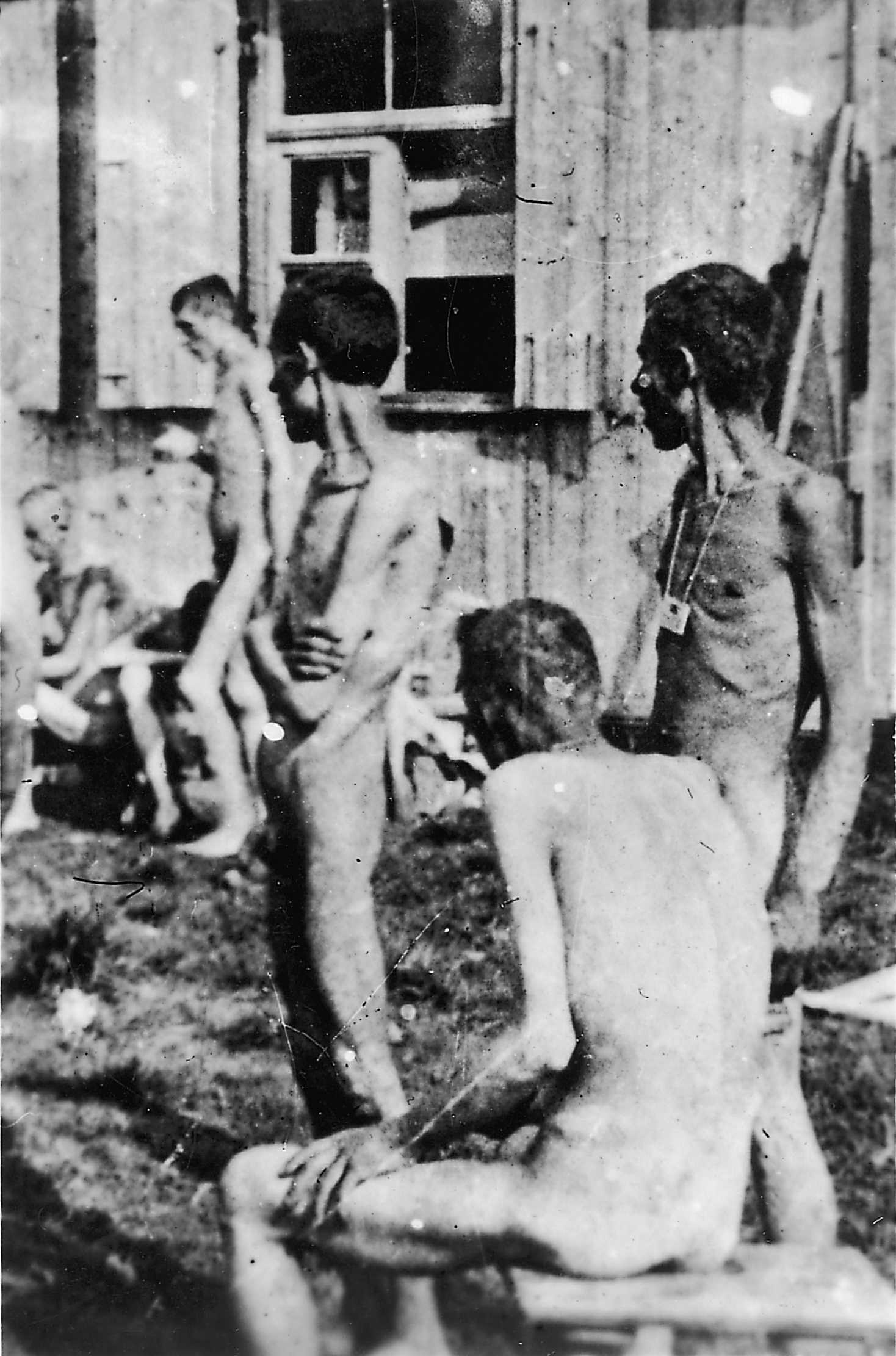
Američtí sociologové poznamenávají, s odkazem na 7 fotografii výše, že po propuštění zůstávají vězni venku nazí a čekají na lékařskou péči
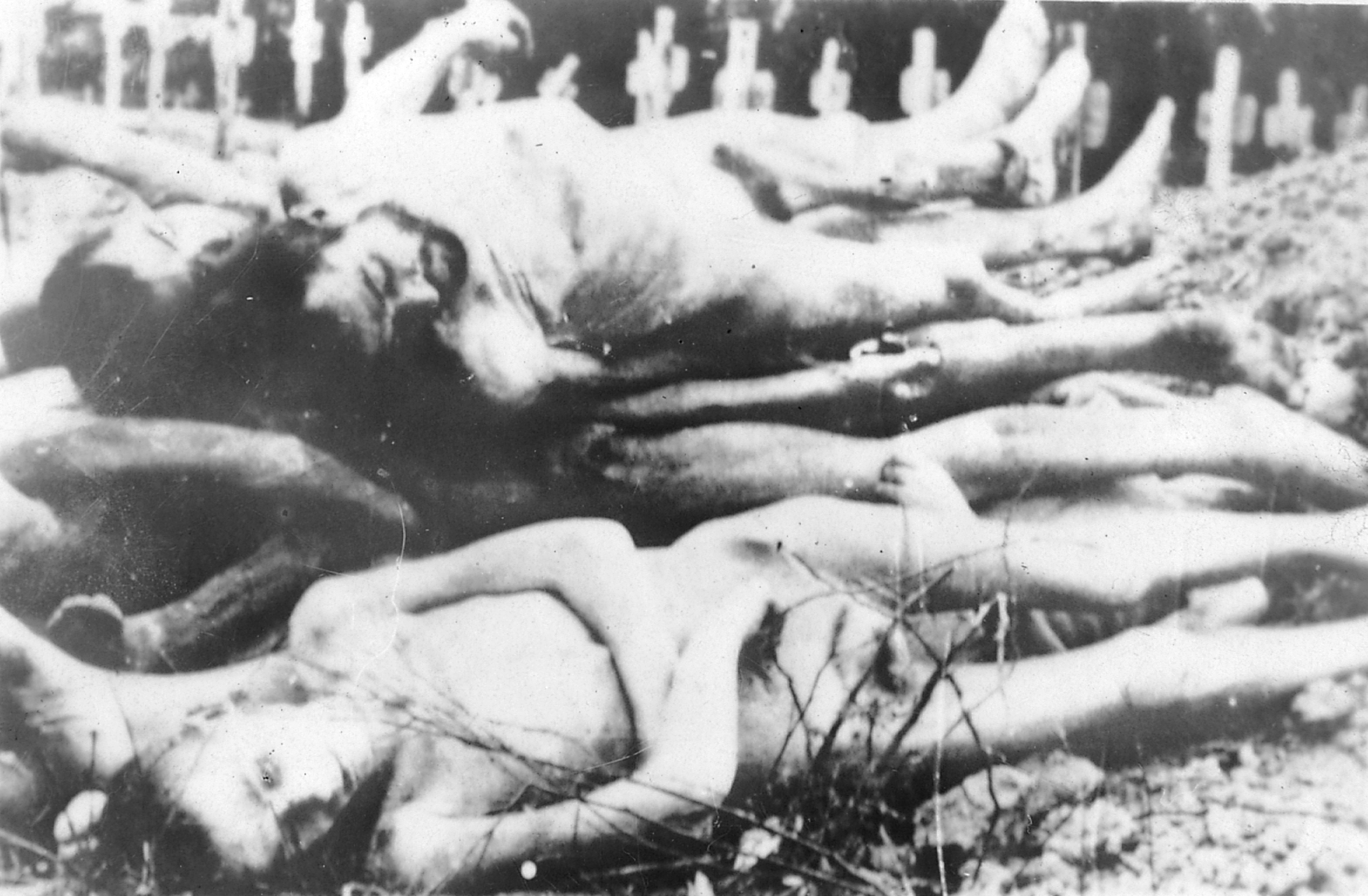
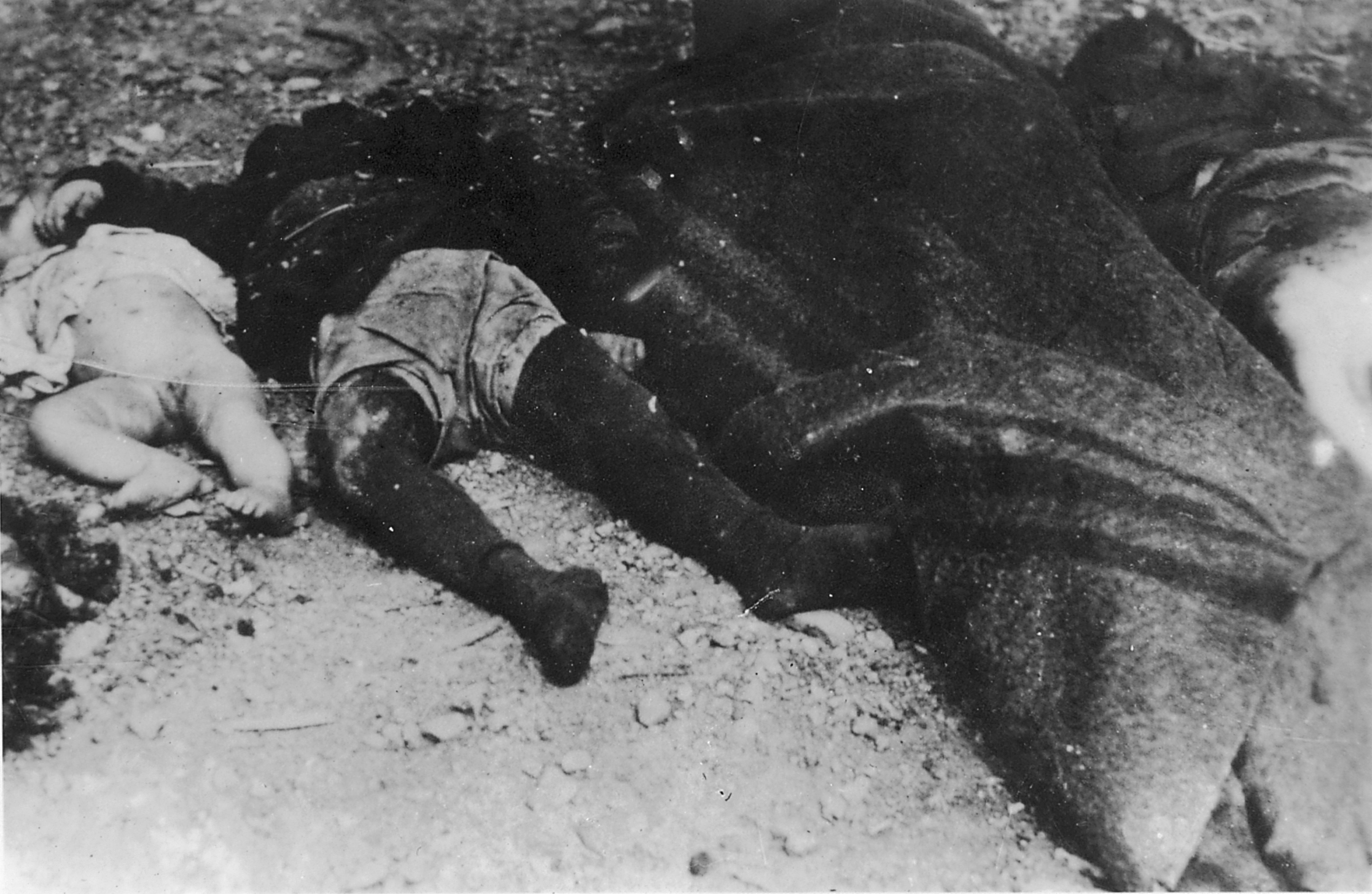
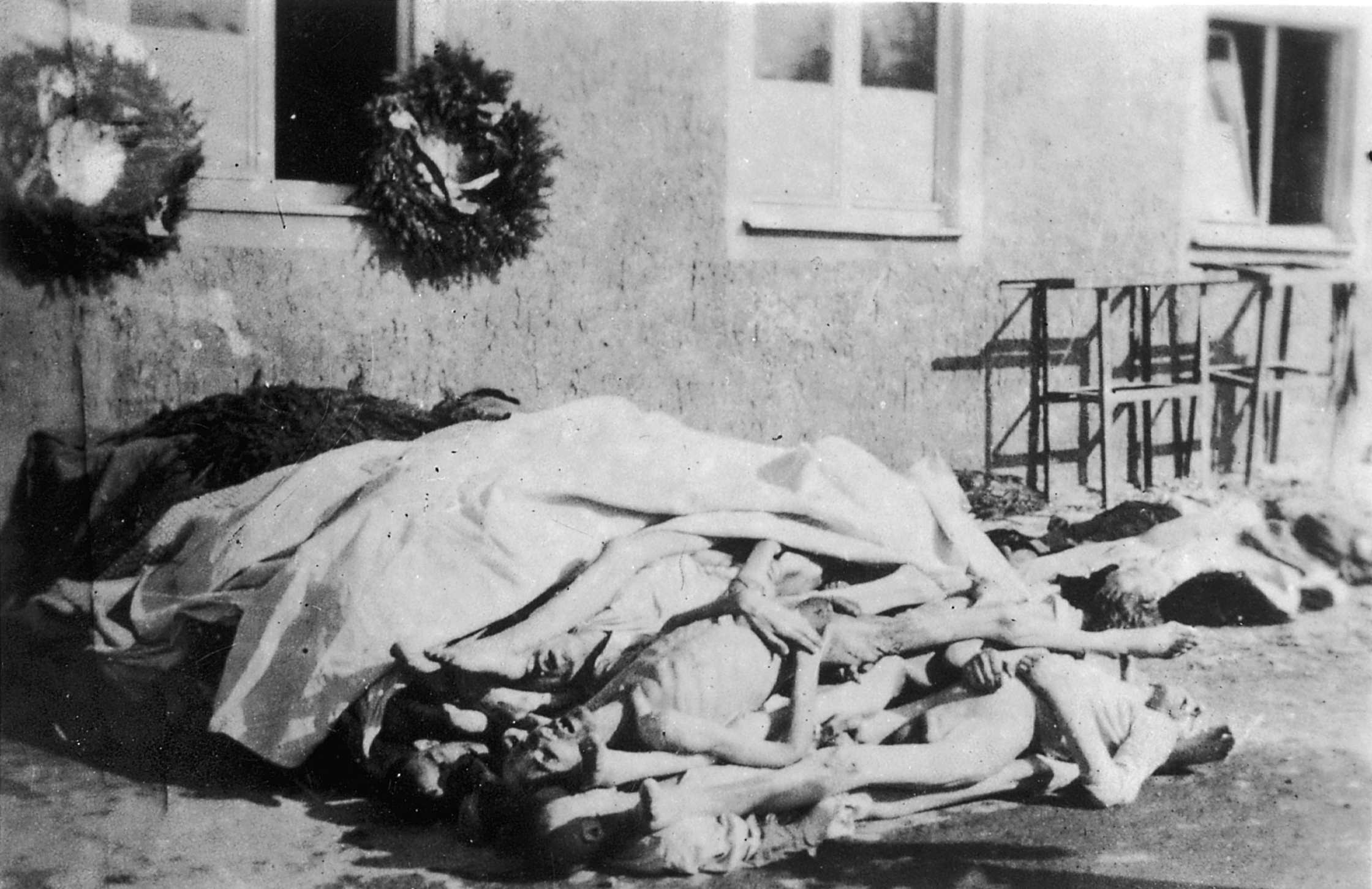
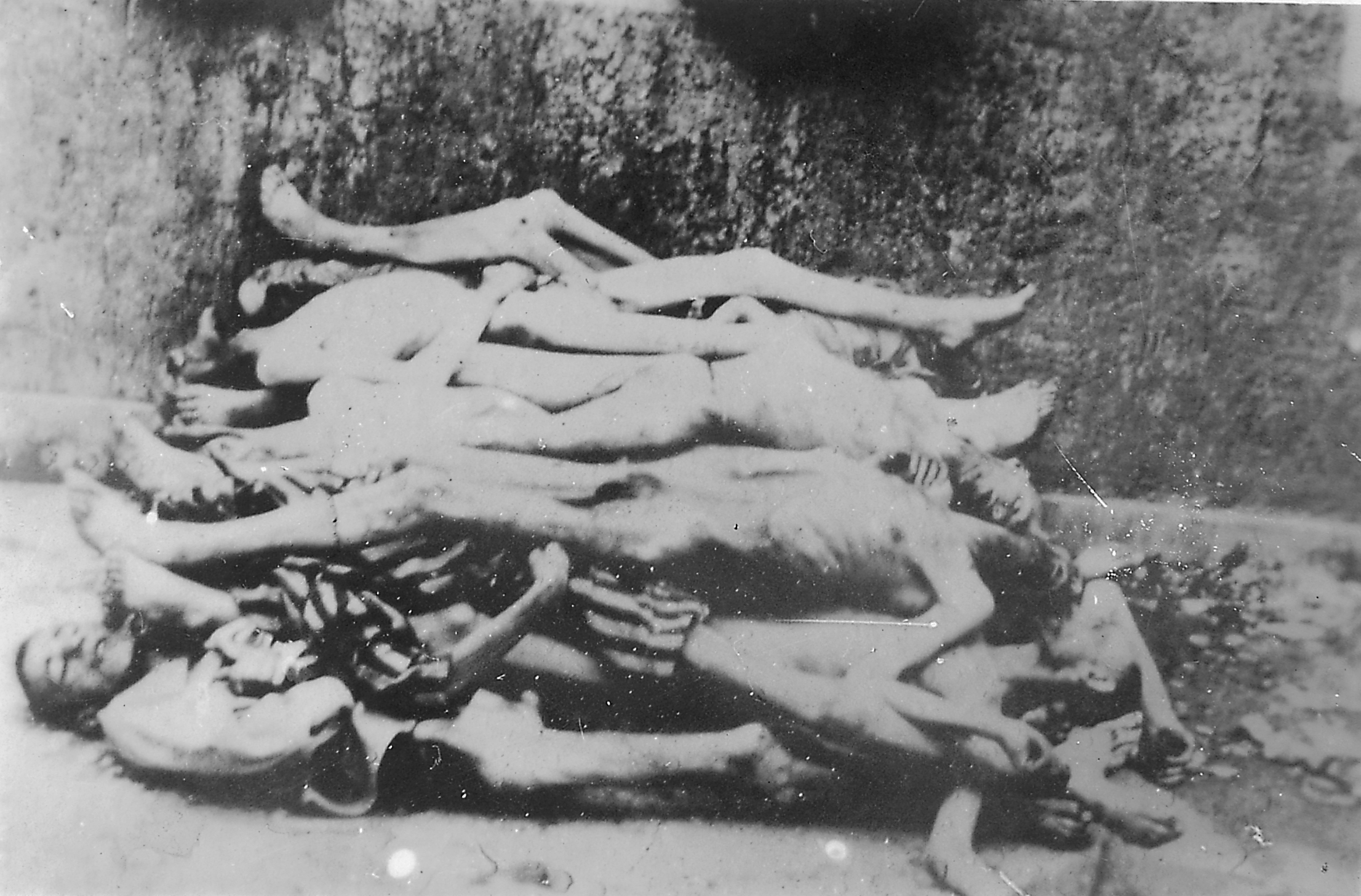
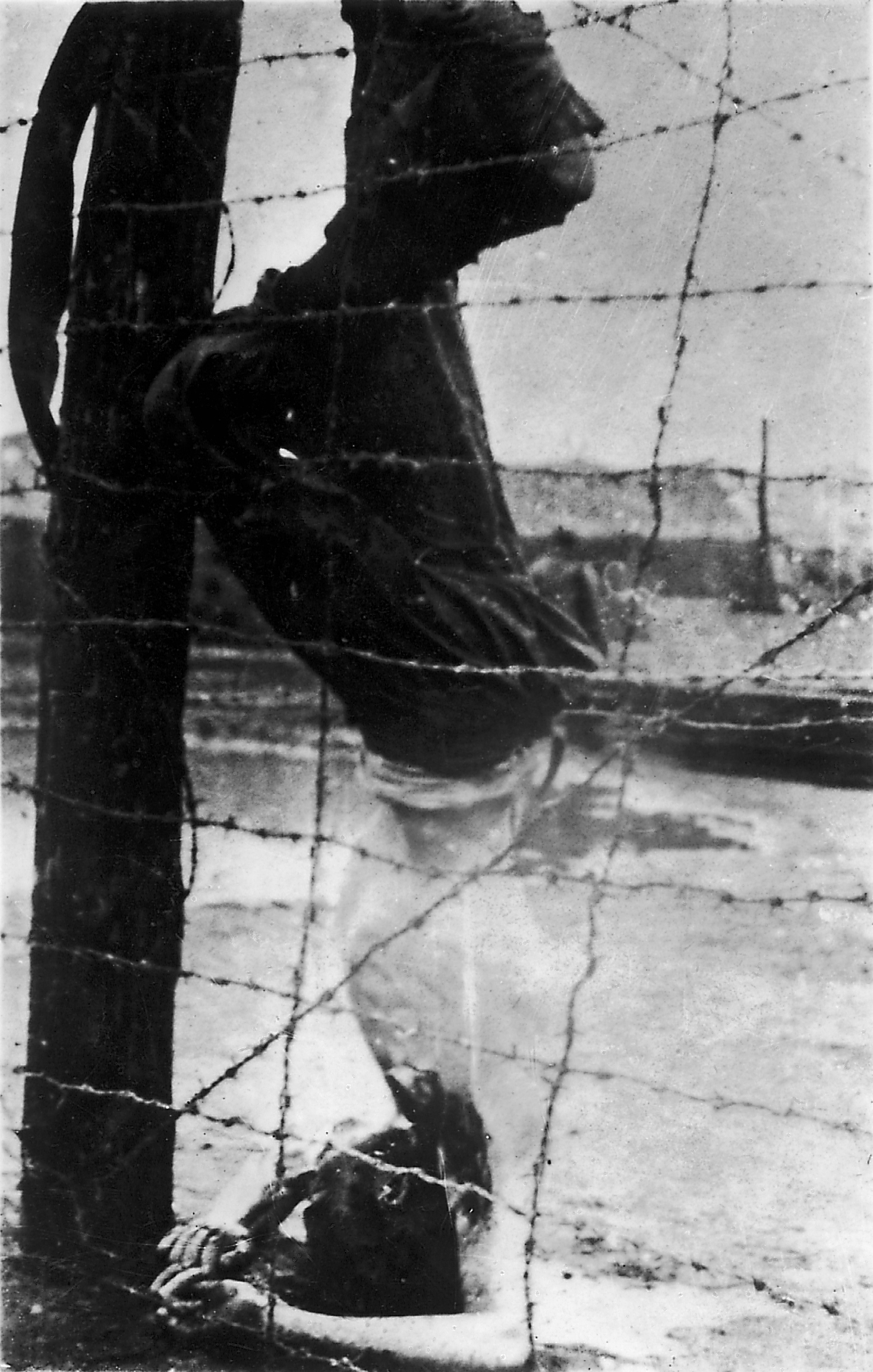
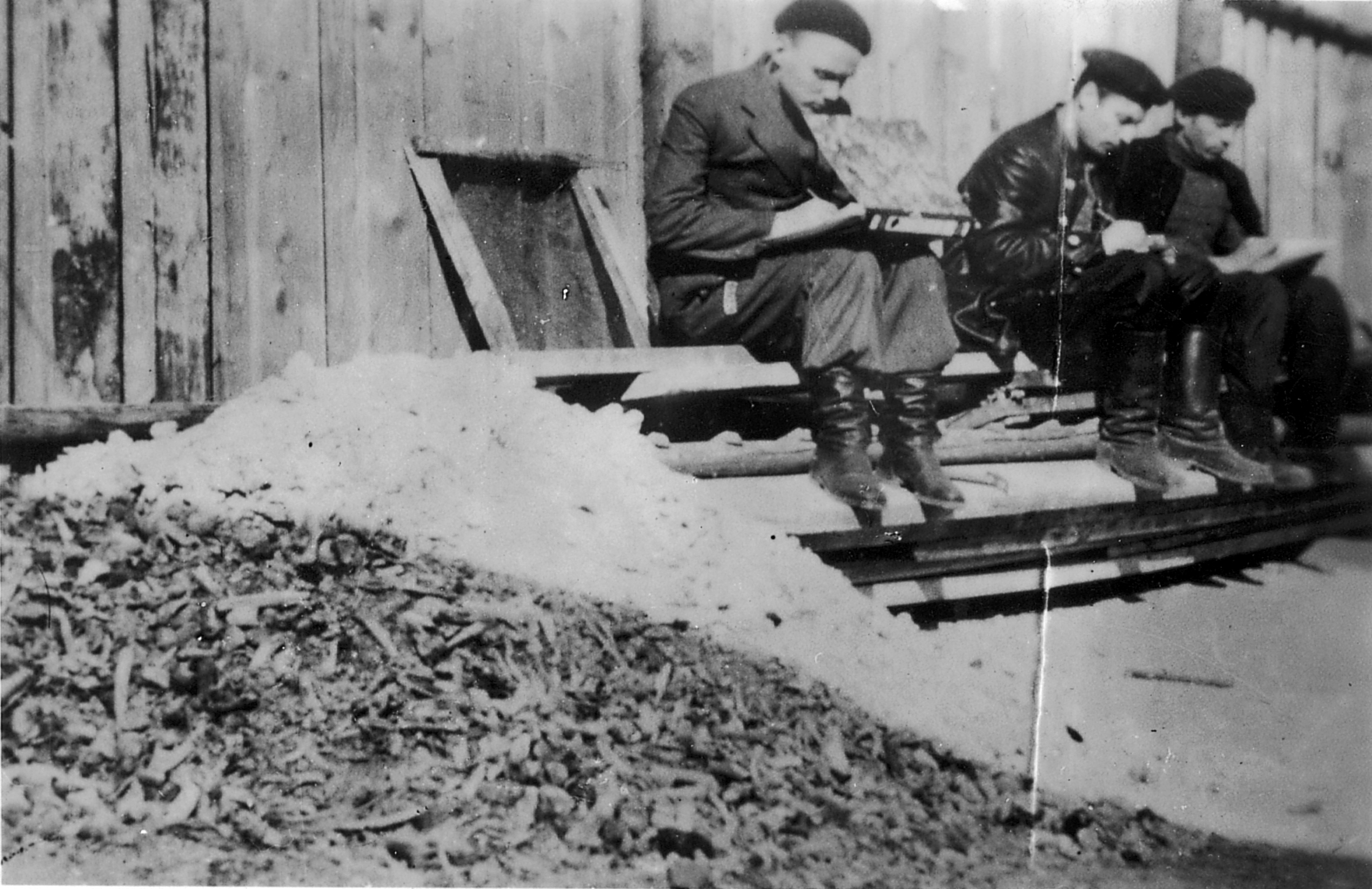
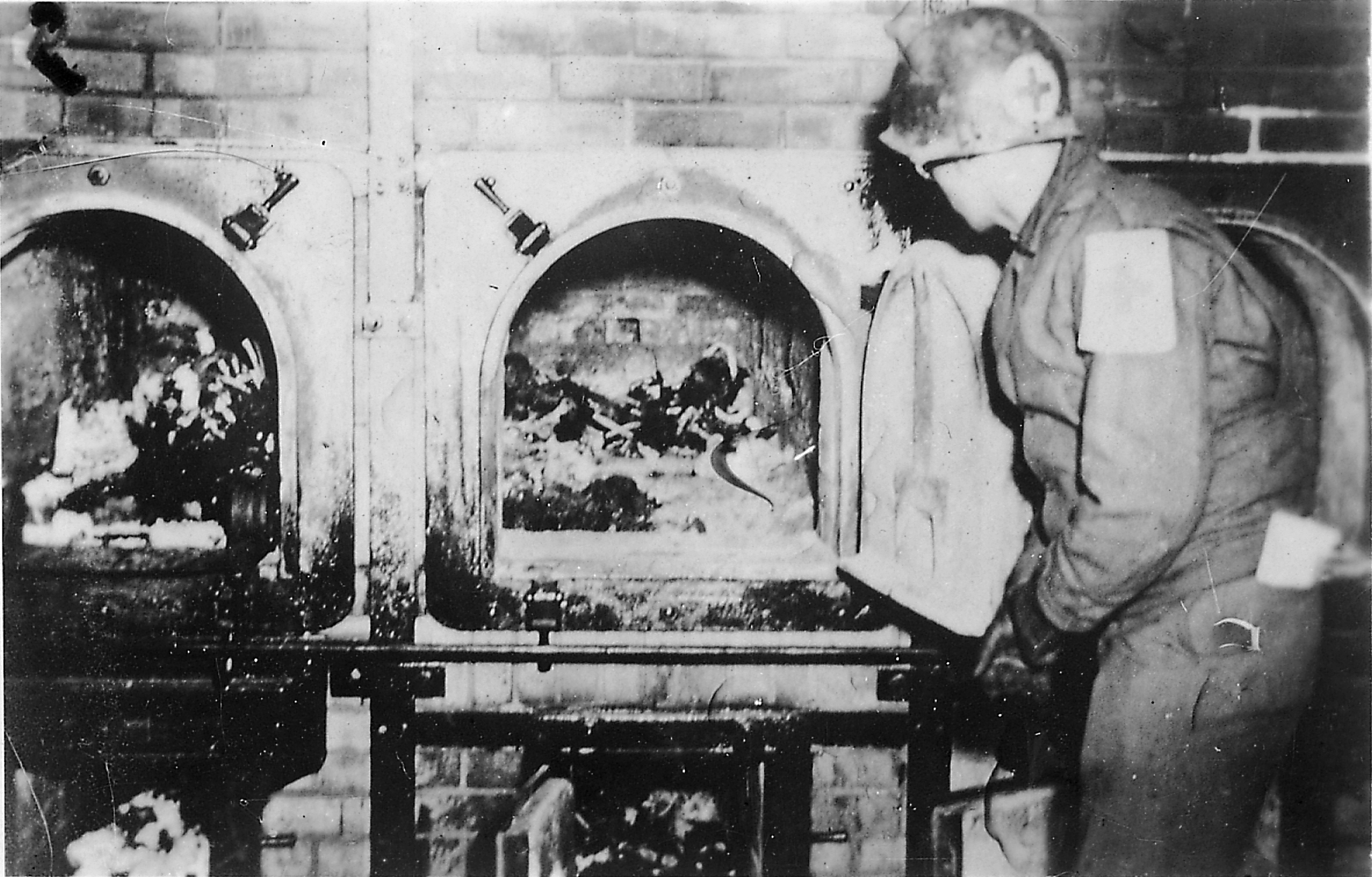

## Vyznamenání
- Rytíř Řádu Leopolda II. [4]
- Dne 21. srpna 1945 v Lubbeeku americký generál Dwight D. Eisenhower, vrchní velitel spojeneckých sil, promluvil k 16. belgickému střeleckému praporu blahopřejným prohlášením za jeho výjimečné zásluhy: „Brilantní činy této jednotky jsou věcí hrdosti nejen pro ně, ale pro celou belgickou armádu“.